# Halictus fulvipes
Halictus fulvipes är en biart som först beskrevs av Johann Christoph Friedrich Klug 1817.  Halictus fulvipes ingår i släktet bandbin, och familjen vägbin. Inga underarter finns listade i Catalogue of Life.